# Карл Янзен
Карл Янзен (нім. Karl Jansen, 28 травня 1908 — 14 листопада 1961) — німецький важкоатлет.
Бронзовий призер Олімпійських Ігор 1936 року в категорії до 67,5 кг.